# Bisdom Rouyn-Noranda
Het bisdom Rouyn-Noranda (Latijn: Dioecesis Ruynensis-Norandensis) is een rooms-katholiek bisdom met als zetel Rouyn-Noranda, in Canada. Het bisdom is suffragaan aan het aartsbisdom Gatineau. Met de benoeming van bisschop Joseph Ferdinand Guy Boulanger tot bisschop van Amos, in september 2023, is er een gedeeltelijk samengaan van de twee bisdommen in persona episcopi. 

## Geschiedenis
Het bisdom werd opgericht op 29 november 1973, uit delen van het bisdom Timmins, en was suffragaan aan het aartsbisdom Ottawa. Op 31 oktober 1990 veranderde het van kerkprovincie en werd suffragaan aan het aartsbisdom Gatineau. 

## Parochies
Het bisdom had in 2020 een oppervlakte van 24.352 km2 en telde 61.090 inwoners waarvan 91,3% rooms-katholiek was.

## Bisschoppen
- Jean-Guy Hamelin (29 november 1973 - 30 november 2001)
- Dorylas Moreau (30 november 2001 - 25 juni 2019)
- Joseph Ferdinand Guy Boulanger (31 januari 2020 - heden; tevens bisschop van Amos)[1]

Gatineau (aartsbisdom) · Amos · Rouyn-Noranda